# Креспано-дель-Граппа
Креспано-дель-Граппа (итал. Crespano del Grappa, вен. Crespàn) — упразднённая коммуна в Италии, расположена области Венеция, подчиняется административному центру Тревизо .
Население коммуны, на 31.12.2018 года, составляло 4495 человек, плотность населения — 252,38 чел./км². Коммуна занимала площадь 17,81 км². 
Почтовый индекс — 31017. Телефонный код — 0423.
Покровителями коммуны почитаются святой апостол и евангелист Марк, празднование 25 апреля, и святой Панкратий Римский.
Муниципалитет Креспано-дель-Граппа был упразднен 30 января 2019 года.

## Города-побратимы
- Фолсом, США (2000)